# Cserép

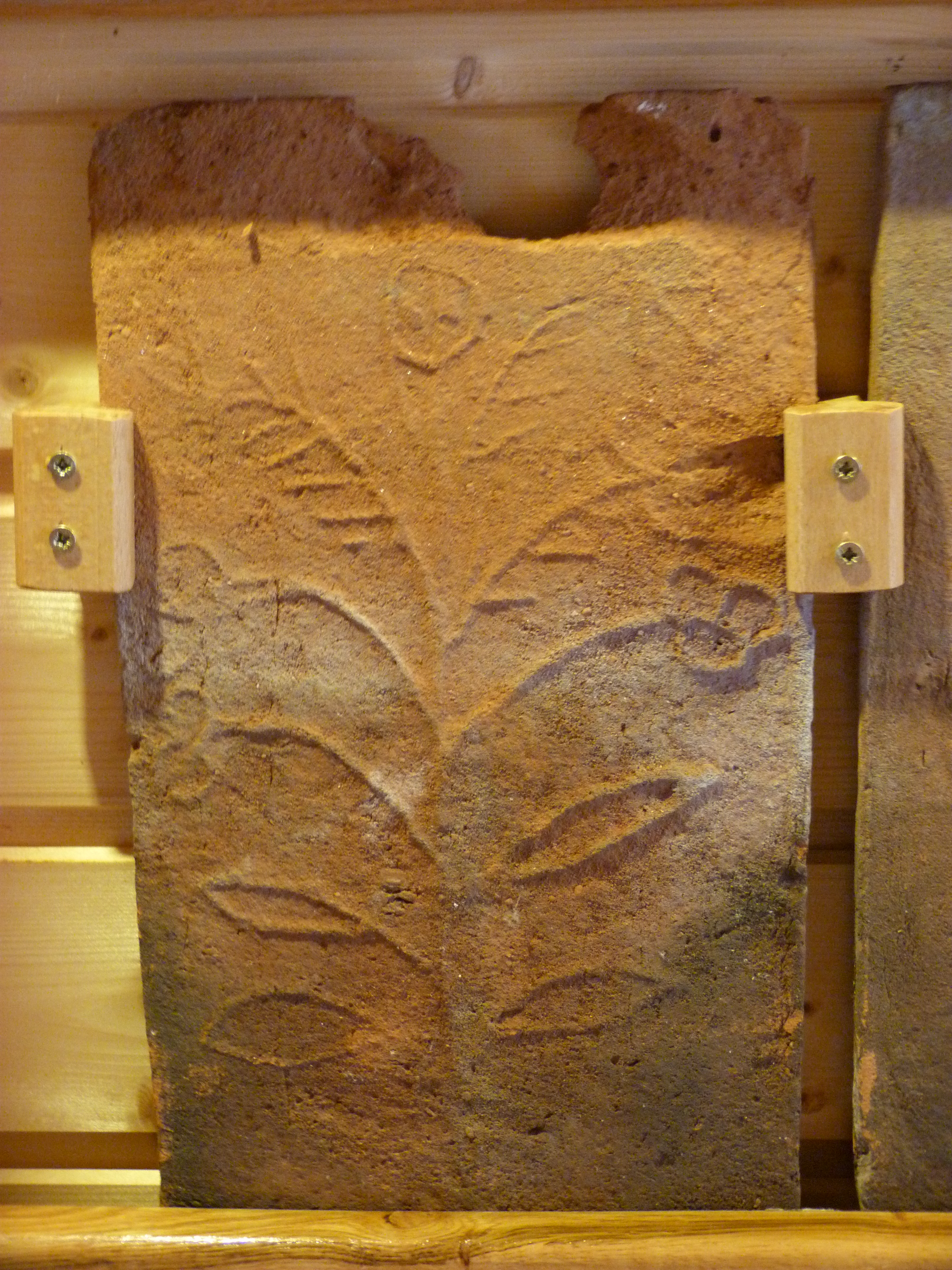
Veleméri tetőcserép

A cserép  égetett agyag.

## Leírása
A hagyományos fazekasság legfontosabb alapanyaga az agyag, melyet kiégetve a cserepet kapjuk eredményül. Ez sokkal keményebb és időtállóbb, valamint bizonyos vízállósággal is rendelkezik. A vízállóságot mázréteggel lehet fokozni; az így kiégetett anyag az úgynevezett mázas cserép.

## Hasznossága
Mind régebben, mind pedig mai napig megállja helyét a társadalmilag hasznos anyagok között:
- mindennapi népi használati tárgyak (pl. kanta, kancsó, tejesköcsög, kupa, szilke, cserépfazék),[2][3]
- kertészeti tárgyak (pl. virágcserép, kisebb virágláda),
- tetőfedési és kályhagyártási készáru (pl. tetőcserép), kályhacsempe a cserépkályhához), valamint
- különféle dísztárgyak (pl. szobrok, nyakékek, karkötők) készülnek belőle.

## Érdekesség
- Sok település viseli nevében a cserép szót. Pl. Cserépfalu, Cserépváralja, ezeket lexikon is megemlíti, mint településeket.[4]
- Cserépnek nevezik az összetört törékeny alapanyagú tárgyak darabjait is(pl. szókapcsolatban agyagcserép, kerámiacserép, porceláncserép üvegcserép, műanyagcserép).
- Cserepesnek hívják azt, aki pl. cseréptűzhelyeket, kemencéket készít, vagy magát a művet pl. "cserepes" tűzhely, ami cseréppel kirakott tűzhely. [5]
- Az ókorban a cserépszavazás speciális eljárás volt megelőző vagy megtorló céllal a városállam egyes polgári személyének megítéléshez.